# Der Vetter vom Lande
Der Vetter vom Lande ist ein US-amerikanischer Zeichentrick-Kurzfilm von Wilfred Jackson aus dem Jahr 1936.

## Handlung
Monty Citymouse aus der Großstadt City Limits hat seinen Cousin Abner Countrymouse aus Podunk zu sich in die Stadt eingeladen. Abner erscheint frohen Mutes und will sogleich den Käse an sich nehmen, der auf der Mausefalle vor Montys Mauseloch liegt. Monty kann ihn davon abhalten und würdigt auch den Käse keines Blickes – er führt Abner auf den reich gedeckten Essenstisch der Villa, wo er ganz Gourmet nur wenige Stücke feinsten Käses zu sich nimmt.
Abner ist unterdessen zu begeistert, um wählerisch zu sein: Eifrig isst er Käse, Sellerie und Sahne. Als er eine große Portion Senf zu sich nimmt, setzt die Schärfe ihm erheblich zu. Er kühlt sich mit einem Schluck Champagner ab und trinkt schließlich das gesamte Glas aus. Nun ist er betrunken, sieht den ihn zur Ruhe ermahnenden Monty dreifach und amüsiert sich über sein Spiegelbild in einem Wackelpudding. Übermütig verpasst er der Hauskatze einen Tritt und wird von ihr aus dem Haus gejagt. Draußen auf der Straße weicht Abner unzähligen Beinpaaren, Straßenbahnen, Autos und Motorrädern aus, wird von allen Seiten angehupt und muss mehr als ein Mal um sein Leben bangen. Am Ende eilt er zurück nach Podunk.

## Produktion
Der Vetter vom Lande beruht auf Äsops Fabel Die Stadtmaus und die Landmaus. Der Film kam am 31. Oktober 1936 als Teil der Disney-Trickfilmreihe Silly Symphonies heraus.

## Auszeichnungen
Der Vetter vom Lande gewann 1937 den Oscar in der Kategorie „Bester animierter Kurzfilm“.